# (36995) 2000 TX4
2000 TX4 (asteroide 36995) é um asteroide da cintura principal. Possui uma excentricidade de 0.23961750 e uma inclinação de 4.72469º.
Este asteroide foi descoberto no dia 1 de outubro de 2000 por LINEAR em Socorro.